# Jönköpings hamnstation

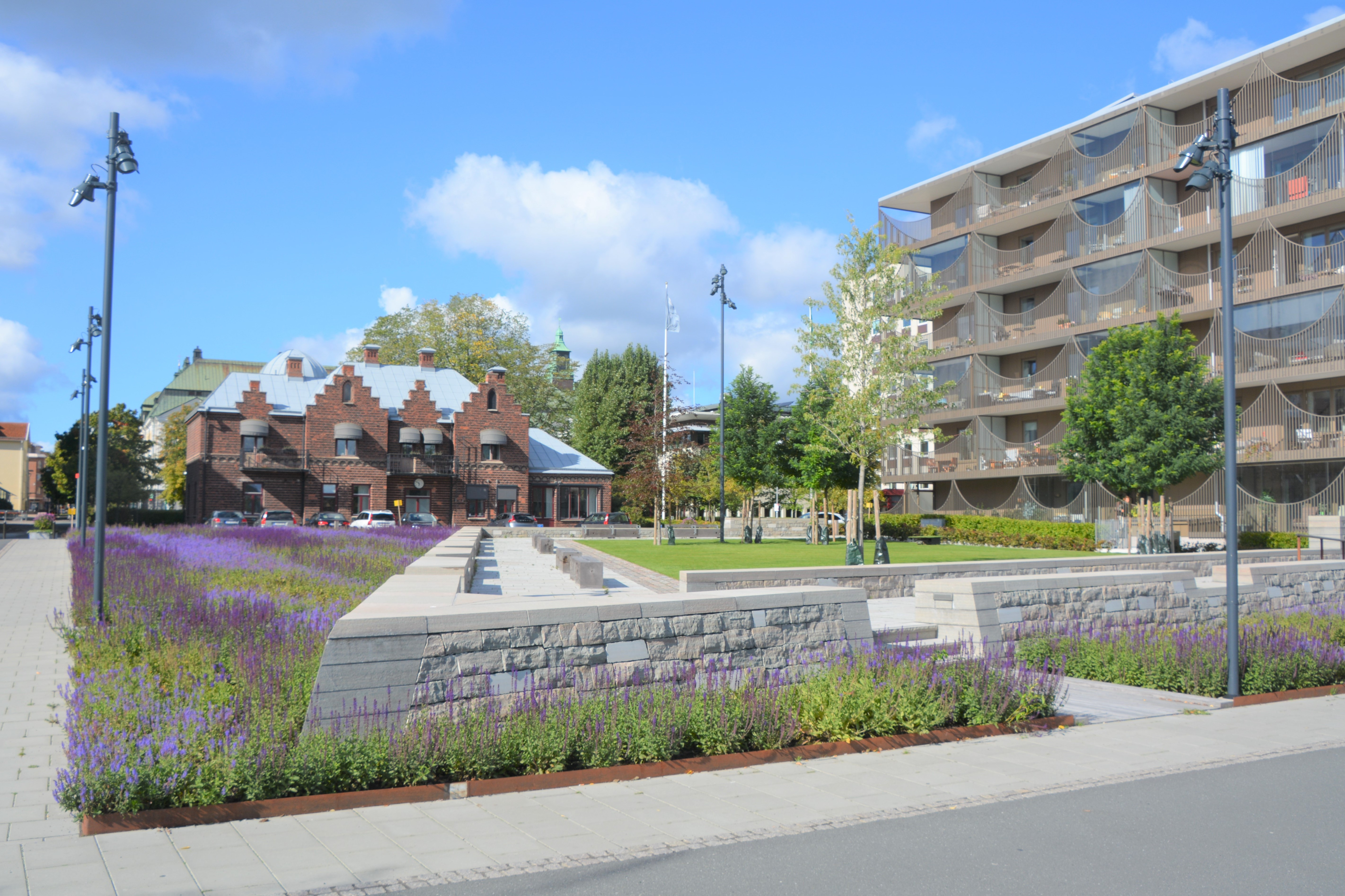
Jönköpings hamnstation med Bastionsparken i förgrunden. Parken ligger ovanför resterna av Jönköpings slotts bastion Carolus.

Jönköpings hamnstation är en tidigare järnvägsstation i Jönköping.
Hamnstationen i Jönköping öppnades i samband med Jönköping–Vaggeryds järnväg i november 1894. Jönköping–Vaggeryds järnväg var en sidobana till Halmstad–Nässjö Järnvägar (HNJ). Efter det att sträckan mellan Halmstad och Värnamo färdigställts 1877, beslöts att bygga fortsättningen till Nässjö och inte till Jönköping. 
Hamnstationen var tidigare ändstation för persontrafik till Vaggeryd. Fram till 1971 gick godstrafik vidare från hamnstationens bangård på ett spår till den närbelägna Jönköpings centralstation över Västra Storgatan och genom Järnvägsparken. Sådan trafik skedde i form av så kallad "växlingsrörelse", varvid en person med röd flagga gick till fots före loket.
Spåret från Vaggeryd har numera lagts om, så att tåg går i en båge söder om Munksjön och Rocksjön med Jönköpings centralstation som slutstation för persontrafiken. 

## Bildgalleri

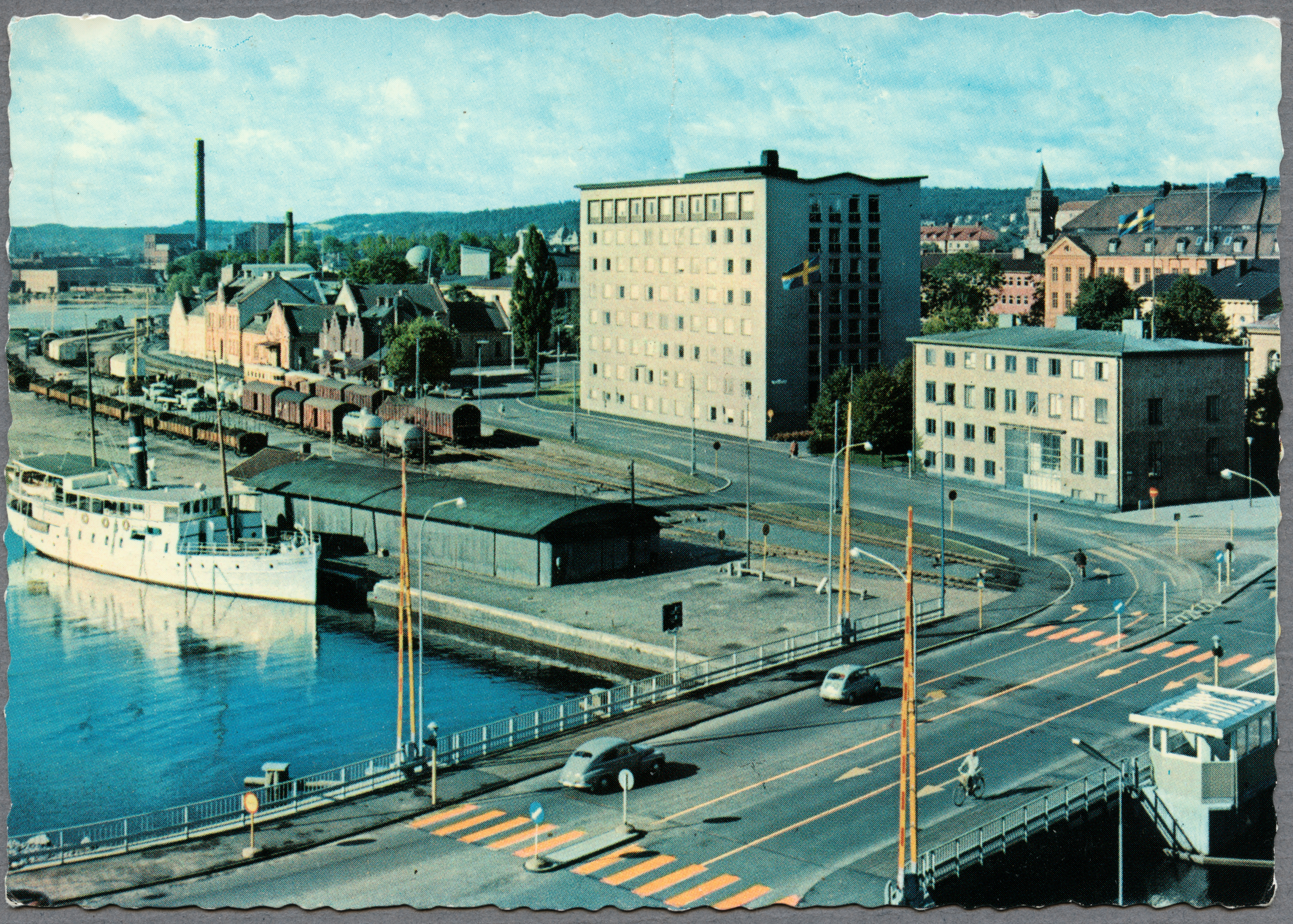
Vy över bland annat Jönköping Hamns godsbangård, 1961